# Natsumi Tsunoda
Natsumi Tsunoda (Yachiyo, 6 agosto 1992) è una judoka giapponese.

## Palmarès
- Giochi olimpici

Parigi 2024: oro nei 48 kg, argento nella gara a squadre.
- Mondiali

Budapest 2017: argento nei 52 kg.
Budapest 2021: oro nei 48 kg.
Tashkent 2022: oro nei 48 kg.
Doha 2023: oro nei 48 kg.
- Giochi asiatici

Giacarta 2018: oro nei 52 kg.
Hangzhou 2023: oro nei 48 kg.

### Vittorie nel circuito IJF
| Data             | Località  | Paese    | Categoria  |
| ---------------- | --------- | -------- | ---------- |
| 12 dicembre 2016 | Tokyo     | Giappone | Gran Slam  |
| 10 agosto 2018   | Budapest  | Ungheria | Grand Prix |
| 15 dicembre 2018 | Guangzhou | Cina     | IJF Master |